# Olympische Sommerspiele 2008/Rudern – Leichtgewichts-Doppelzweier (Männer)
Der Ruderwettbewerb im Leichtgewichts-Doppelzweier der Männer bei den Olympischen Spielen 2008 in Peking wurde vom 10. bis zum 17. August 2008 auf dem Olympischen Ruder- und Kanupark Shunyi ausgetragen. 40 Athleten in 20 Booten traten an.
Die Ruderregatta, die über 2000 Meter ausgetragen wurde, begann mit vier Vorläufen. Die ersten zwei zogen ins Halbfinale A/B ein, die restlichen starteten in den Hoffnungsläufen. In den zwei Läufen konnten sich die zwei ersten Boote für das Halbfinale A/B qualifizieren. Die übrigen Boote kamen ins Halbfinale C/D.
Die Halbfinals A/B und C/D wurden in jeweils zwei Läufen ausgerichtet. Die jeweils ersten drei kamen in die Finals A und C, die übrigen in die Finals B und D. Die Finals B, C und D dienten zur Ermittlung der Plätze 7 bis 20, das Finale A der Medaillenvergabe.
Die jeweils qualifizierten Boote sind hellgrün unterlegt.

## Titelträger
| Olympiasieger | Polen Besatzung: Tomasz Kucharski, Robert Sycz   | Athen 2004   |
| Weltmeister   | Dänemark Besatzung: Mads Rasmussen, Rasmus Quist | München 2007 |

## Vorläufe
10. August 2008

### Vorlauf 1
| Platz | Nation         | Athleten                               | Zeit (min) |
| ----- | -------------- | -------------------------------------- | ---------- |
| 1     | Großbritannien | Zac Purchase, Mark Hunter              | 6:13,69    |
| 2     | Griechenland   | Dimitrios Mougios, Vasileios Polymeros | 6:16,10    |
| 3     | Deutschland    | Jonathan Koch, Manuel Brehmer          | 6:21,99    |
| 4     | Japan          | Kazushige Ura, Daisaku Takeda          | 6:24,21    |
| 5     | Algerien       | Mohamed Garidi, Kamel Ait Daoud        | 6:43,94    |

### Vorlauf 2
| Platz | Nation     | Athleten                                    | Zeit (min) |
| ----- | ---------- | ------------------------------------------- | ---------- |
| 1     | Italien    | Marcello Miani, Elia Luini                  | 6:16,16    |
| 2     | China      | Zhang Guolin, Sun Jie                       | 6:17,62    |
| 3     | Australien | Samuel Beltz, Thomas Gibson                 | 6:19,15    |
| 4     | Kuba       | Eyder Batista Vargas, Yunior Pérez Aguilera | 6:19,36    |
| 5     | Indien     | Khandwal Kumar, Manjeet Singh               | 6:37,13    |

### Vorlauf 3
| Platz | Nation    | Athleten                                     | Zeit (min) |
| ----- | --------- | -------------------------------------------- | ---------- |
| 1     | Dänemark  | Mads Rasmussen, Rasmus Quist                 | 6:14,84    |
| 2     | Kanada    | Douglas Vandor, Cameron Sylvester            | 6:17,58    |
| 3     | Ungarn    | Zsolt Hirling, Tamás Varga                   | 6:19,60    |
| 4     | Uruguay   | Rodolfo Collazo Tourn, Angel García Correale | 6:25,86    |
| 5     | Brasilien | Thiago Gomes, Thiago Almeida                 | 6:30,78    |

### Vorlauf 4
| Platz | Nation     | Athleten                        | Zeit (min) |
| ----- | ---------- | ------------------------------- | ---------- |
| 1     | Neuseeland | Storm Uru, Peter Taylor         | 6:16,78    |
| 2     | Frankreich | Maxime Goisset, Frédéric Dufour | 6:20,17    |
| 3     | Portugal   | Pedro Fraga, Nuno Mendes        | 6:24,35    |
| 4     | Hongkong   | So Sau Wah, Chow Kwong Wing     | 6:34,51    |
| 5     | Südkorea   | Jang Kang-eun, Kim Hong-kyun    | 6:42,97    |

## Hoffnungslauf
12. August 2008

### Lauf 1
| Platz | Nation      | Athleten                                     | Zeit (min) |
| ----- | ----------- | -------------------------------------------- | ---------- |
| 1     | Deutschland | Jonathan Koch, Manuel Brehmer                | 6:41,48    |
| 2     | Australien  | Samuel Beltz, Thomas Gibson                  | 6:42,42    |
| 3     | Uruguay     | Rodolfo Collazo Tourn, Angel García Correale | 6:46,98    |
| 4     | Brasilien   | Thiago Gomes, Thiago Almeida                 | 6:51,99    |
| 5     | Hongkong    | So Sau Wah, Chow Kwong Wing                  | 6:58,71    |
| 6     | Algerien    | Mohamed Garidi, Kamel Ait Daoud              | 7:05,73    |

### Lauf 2
| Platz | Nation   | Athleten                                    | Zeit (min) |
| ----- | -------- | ------------------------------------------- | ---------- |
| 1     | Portugal | Pedro Fraga, Nuno Mendes                    | 6:39,07    |
| 2     | Kuba     | Eyder Batista Vargas, Yunior Pérez Aguilera | 6:40,15    |
| 3     | Japan    | Kazushige Ura, Daisaku Takeda               | 6:43,03    |
| 4     | Ungarn   | Zsolt Hirling, Tamás Varga                  | 6:50,48    |
| 5     | Indien   | Khandwal Kumar, Manjeet Singh               | 7:02,06    |
| 6     | Südkorea | Jang Kang-eun, Kim Hong-kyun                | 7:12,17    |

## Halbfinale

### Halbfinale C/D
15. August 2008

#### Lauf 1
| Platz | Nation   | Athleten                                     | Zeit (min) |
| ----- | -------- | -------------------------------------------- | ---------- |
| 1     | Ungarn   | Zsolt Hirling, Tamás Varga                   | 6:28,84    |
| 2     | Uruguay  | Rodolfo Collazo Tourn, Angel García Correale | 6:33,49    |
| 3     | Hongkong | So Sau Wah, Chow Kwong Wing                  | 6:33,79    |
| 4     | Südkorea | Jang Kang-eun, Kim Hong-kyun                 | 6:47,13    |

#### Lauf 2
| Platz | Nation    | Athleten                        | Zeit (min) |
| ----- | --------- | ------------------------------- | ---------- |
| 1     | Japan     | Kazushige Ura, Daisaku Takeda   | 6:29,30    |
| 2     | Brasilien | Thiago Gomes, Thiago Almeida    | 6:39,91    |
| 3     | Indien    | Khandwal Kumar, Manjeet Singh   | 6:40,34    |
| 4     | Algerien  | Mohamed Garidi, Kamel Ait Daoud | 6:43,80    |

### Halbfinale A/B
15. August 2008

#### Lauf 1
| Platz | Nation         | Athleten                                    | Zeit (min) |
| ----- | -------------- | ------------------------------------------- | ---------- |
| 1     | Großbritannien | Zac Purchase, Mark Hunter                   | 6:29,56    |
| 2     | Italien        | Marcello Miani, Elia Luini                  | 6:31,16    |
| 3     | Kuba           | Eyder Batista Vargas, Yunior Pérez Aguilera | 6:33,60    |
| 4     | Deutschland    | Jonathan Koch, Manuel Brehmer               | 6:37,07    |
| 5     | Frankreich     | Maxime Goisset, Frédéric Dufour             | 6:41,18    |
| 6     | Kanada         | Douglas Vandor, Cameron Sylvester           | 6:49,28    |

#### Lauf 2
| Platz | Nation       | Athleten                               | Zeit (min) |
| ----- | ------------ | -------------------------------------- | ---------- |
| 1     | Griechenland | Dimitrios Mougios, Vasileios Polymeros | 6:24,61    |
| 2     | Dänemark     | Mads Rasmussen, Rasmus Quist           | 6:26,49    |
| 3     | China        | Zhang Guolin, Sun Jie                  | 6:29,29    |
| 4     | Neuseeland   | Storm Uru, Peter Taylor                | 6:30,53    |
| 5     | Australien   | Samuel Beltz, Thomas Gibson            | 6:32,32    |
| 6     | Portugal     | Pedro Fraga, Nuno Mendes               | 6:39,23    |

## Finale

### Finale D
16. August 2008, 7:00 Uhr MESZ

Anmerkung: zur Ermittlung der Plätze 19 und 20
| Platz | Nation   | Athleten                        | Zeit (min) |
| ----- | -------- | ------------------------------- | ---------- |
| 19    | Südkorea | Jang Kang-eun, Kim Hong-kyun    | 6:46,46    |
| 20    | Algerien | Mohamed Garidi, Kamel Ait Daoud | 6:47,44    |

### Finale C
16. August 2008, 7:20 Uhr MESZ

Anmerkung: zur Ermittlung der Plätze 13 bis 18
| Platz | Nation    | Athleten                                     | Zeit (min) |
| ----- | --------- | -------------------------------------------- | ---------- |
| 13    | Japan     | Kazushige Ura, Daisaku Takeda                | 6:23,02    |
| 14    | Ungarn    | Zsolt Hirling, Tamás Varga                   | 6:25,11    |
| 15    | Uruguay   | Rodolfo Collazo Tourn, Angel García Correale | 6:30,61    |
| 16    | Hongkong  | So Sau Wah, Chow Kwong Wing                  | 6:34,48    |
| 17    | Brasilien | Thiago Gomes, Thiago Almeida                 | 6:36,24    |
| 18    | Indien    | Khandwal Kumar, Manjeet Singh                | 6:44,48    |

### Finale B
16. August 2008, 7:40 Uhr MESZ

Anmerkung: zur Ermittlung der Plätze 7 bis 12
| Platz | Nation      | Athleten                          | Zeit (min) |
| ----- | ----------- | --------------------------------- | ---------- |
| 7     | Neuseeland  | Storm Uru, Peter Taylor           | 6:27,14    |
| 8     | Portugal    | Pedro Fraga, Nuno Mendes          | 6:28,47    |
| 9     | Deutschland | Jonathan Koch, Manuel Brehmer     | 6:28,66    |
| 10    | Australien  | Samuel Beltz, Thomas Gibson       | 6:30,11    |
| 11    | Frankreich  | Maxime Goisset, Frédéric Dufour   | 6:32,65    |
| 12    | Kanada      | Douglas Vandor, Cameron Sylvester | 6:40,80    |

### Finale A
17. August 2008, 8:50 Uhr MESZ

Anmerkung: zur Ermittlung der Plätze 1 bis 6
| Platz | Nation         | Athleten                                    | Zeit (min) |
| ----- | -------------- | ------------------------------------------- | ---------- |
| 1     | Großbritannien | Zac Purchase, Mark Hunter                   | 6:10,99    |
| 2     | Griechenland   | Dimitrios Mougios, Vasileios Polymeros      | 6:11,72    |
| 3     | Dänemark       | Mads Rasmussen, Rasmus Quist                | 6:12,45    |
| 4     | Italien        | Marcello Miani, Elia Luini                  | 6:16,15    |
| 5     | China          | Zhang Guolin, Sun Jie                       | 6:16,69    |
| 6     | Kuba           | Eyder Batista Vargas, Yunior Pérez Aguilera | 6:19,96    |